# Bruno Recalde
Bruno Emanuel Recalde Ávalos (ur. 4 marca 2004) – paragwajski piłkarz występujący na pozycji skrzydłowego, od 2025 roku zawodnik meksykańskiej Celayi.